# Новоселы (Краснокамский район)
Новосёлы — деревня в составе Краснокамского городского округа в Пермском крае.

## Географическое положение
Деревня расположена на левом берегу реки Ласьва примерно в 10 километрах по прямой на восток от границы города Краснокамск, примыкая к посёлку Ласьва с востока.

## Климат
Климат умеренно континентальный. Наиболее тёплым месяцем является июль, средняя месячная температура которого 17,4—18,2 °C, а самым холодным январь со среднемесячной температурой −15,3…−14,7 °C. Продолжительность безморозного периода 110 дней. Снежный покров удерживается 170—180 дней.

## История
Деревня до 80-х годов была рядовым населённым пунктом Краснокамского района. В 80-х годах в деревне было организовано подсобное хозяйство Пермского завода им. Кирова, благодаря чему в деревне появилась дорога с твёрдым покрытием. Подсобное хозяйство существовало до 2000-х годов. На земельных участках, принадлежавших хозяйству, образовался коттеджный посёлок «Новосёлы» и садоводческое товарищество «Новосёлы-1».

## Население
| 2010 |
| ---- |
| 54   |

Постоянное население составляло 45 человек (87 % русские) в 2002 году.

## Существующее положение
Деревня представляет собой быстро растущее поселение в зоне индивидуального жилищного строительства пригородной зоны Перми.